# Ignition (album The Offspring)
Ignition – drugi album punkrockowejowej grupy The Offspring wydany w 1992 roku przez wytwórnię Epitaph Records.

## Lista utworów
Wszystkie utwory, z wyjątkiem pierwszego i jedenastego, są autorstwa Dextera Hollanda i Kevina Wassermana.
1. „Session” (Kristine Luna, Jill Eckhaus, The Offspring) – 2:32
2. „We Are One” – 4:00
3. „Kick Him When He's Down” – 3:16
4. „Take It Like a Man” – 2:55
5. „Get It Right” – 3:06
6. „Dirty Magic” – 3:49
7. „Hypodermic” – 3:22
8. „Burn It Up” – 2:43
9. „No Hero” – 3:22
10. „L.A.P.D.” – 2:46
11. „Nothing From Something” (Marvin Fergusen, The Offspring) – 3:00
12. „Forever and a Day” – 2:37

## Twórcy
- Dexter Holland – wokal
- Kevin Wasserman – gitara
- Gregory Kriesel – gitara basowa
- Ron Welty – perkusja

### Personel
- Thom Wilson – produkcja